# Швидкий та мертвий
«Швидкий та мертвий» (англ. The Quick and the Dead) — американський вестерн 1995 року.

## Сюжет
Джон Ірод, що жорстоко править містечком на Дикому Заході, влаштовує турнір найкращих стрільців за нагороду в 123 тисячі доларів. Серед вбивць, які з'їхалися з відусюди, є й одна жінка. Але вона приїхала не за перемогою, а щоб помститися Іродові за вбивство свого батька — шерифа.

## У ролях
| Актор             | Роль                     |
| ----------------- | ------------------------ |
| Шерон Стоун       | Еллен                    |
| Рассел Кроу       | Корт                     |
| Джин Гекмен       | Джон Ірод                |
| Леонардо ДіКапріо | Фі "Малюк" Ірод          |
| Тобін Белл        | "Собака" Келлі           |
| Пет Гінгл         | бармен Горацій           |
| Кіт Девід         | сержант Кантрелл         |
| Ленс Генріксен    | "Туз" Генлон             |
| Марк Бун молодший | "Шрами"                  |
| Гері Сініз        | шериф Маршалл            |
| Робертс Блоссом   | Док Воллес               |
| Скотт Шпігель     | людина з золотими зубами |
| Кевін Конвей      | Юджин Дред               |
| Джонотон Гілл     | Плямистий кінь           |
| Рейнор Шайні      | Ретсі                    |
| Ленні Лофтін      | Фой                      |

| Актор               | Роль                  |
| ------------------- | --------------------- |
| Олівія Бернетт      | Кеті                  |
| Фей Мастерсон       | Метті Сілк            |
| Вуді Строуд         | Чарлі Мунлайт         |
| Джеррі Свіндолл     | сліпий хлопчик        |
| Свен-Оле Торсен     | Гатсон                |
| Артуро Гастелум     | Карлос Монтойя        |
| Девід Корнелл       | Сімп Діксон           |
| Джозеф Райнер       | Вергілій Спаркс       |
| Стейсі Лінн Ремсоєр | молода Еллен          |
| Тоні Лі Боггс       | Зеб                   |
| Брюс Кемпбелл       | Шемп (сцени видалені) |
| Скотт Райдер        | стрілець              |
| Тімоті Патрік Куілл | людина в барі         |
| Соломон Абрамс      | людина на веранді     |
| Джон Камерон        | Bordello Swell        |

## Саундтрек
| Список треків | Список треків                          | Список треків |
| #             | Назва                                  | Тривалість    |
| ------------- | -------------------------------------- | ------------- |
| 1.            | «Redemption»                           | 3:30          |
| 2.            | «Gunfight Montage»                     | 1:50          |
| 3.            | «Couldn't Tell Us Apart»               | 1:30          |
| 4.            | «John Herod»                           | 1:29          |
| 5.            | «Ellen's First Round»                  | 1:16          |
| 6.            | «Lady's The Winner»                    | 0:55          |
| 7.            | «Dinner Tonight»                       | 2:21          |
| 8.            | «Cort's Story»                         | 1:12          |
| 9.            | «Ellen Vs. Dred»                       | 1:21          |
| 10.           | «Kid Vs. Herod»                        | 4:28          |
| 11.           | «I Don't Wanna Die»                    | 1:59          |
| 12.           | «The Big Day»                          | 2:48          |
| 13.           | «Ellen Returns»                        | 4:24          |
| 14.           | «The Law's Come Back To Town»          | 0:57          |
| 15.           | «The Quick And The Dead (End Credits)» | 3:39          |
| 33:39         |                                        |               |